# 시러큐스 스타스
| 시러큐스 스타스 | |
| 콘퍼런스        | |
| 디비전          | 웨스트 디비전 (1936년~1940년)                                                                                                   |
| 설립연도        | 1930년 1936년 (AHL 가입) |
| 해체연도        | 1940년 |
| 역사            | 해밀턴 타이거즈 (1926년~1930년) 시러큐스 스타스 (1930년~1940년) 버펄로 바이슨스 (1940년~1970년) 신시내티 스워즈 (1971년~1974년) |
| 경기장          | 스테이트 페어 콜리시엄 |
| 연고지          | 뉴욕주 시러큐스 |
| 상징색          | 빨강, 하양, 파랑 |
| 구단주          | |
| 단장            | |
| 감독            | |
| NHL 제휴        | |
| ECHL 제휴       | |
| 정규시즌 우승   | |
| 콘퍼런스 우승   | |
| 디비전 우승     | 2 (1936, 1937) |
| 칼더 컵         | 1 (1937) |
| 영구 결번       | |

시러큐스 스타스(Syracuse Stars)는 미국 뉴욕주 시러큐스를 연고지로 하는 1936년부터 1940년까지 AHL 소속되었던 아이스 하키팀이다.
1940년 연고지를 뉴욕주 버펄로 (버펄로 바이슨스)로 이전했다.

## 역대 홈경기장
| 시러큐스 스타스        |               |          |                 |      |
| 경기장                 | 사용기간      | 수용인원 | 장소            | 비고 |
| 스테이트 페어 콜리시엄 | 1930년~1940년 | 7,500명  | 뉴욕주 시러큐스 | 빈칸 |